# 두 사람은 프리큐어 Max Heart
《두 사람은 프리큐어 Max Heart》(ふたりはプリキュア 후타리 와 푸리큐아 막스하토[*])는 일본의 도에이 애니메이션과 아사히 방송이 제작한 애니메이션이다. 한국어 더빙판은 SBS에서 2005년 12월 5일부터 2006년 11월 27일까지 매주 월요일 오후 5시에 총 47화 완결로 방송됐다. 그리고 초대작의 확장격인 두 번째 시리즈 Max Heart는 애니원/챔프TV를 통해 총 47화 전편이 2007년 7월 16일부터 방영되었다. 방영이 완료된 이후에는 애니원/챔프TV를 통해 첫번째 시리즈를 지속적으로 방영하였다.(유행어 : 어둠의 힘을 받드는 종이여! 빛의 이름으로 널 용서하지 않겠다~!!)

## 방송 일시
| 방송 채널                  | 방송일                           | 방송 시간 |
| -------------------------- | -------------------------------- | --------- |
| TV 아사히 계열 아사히 방송 | 2005년 2월 6일 ~ 2006년 1월 29일 | 종료      |

## 등장인물

### 프리큐어
미스미 나기사(묵하람) / 큐어 블랙(일본어: 美墨 なぎさ / キュアブラック)
성우 - 혼나 요코 / 정미숙
색깔 -      검은색(     분홍색)
벨로네 중학교 2학년. 라크로스 부 소속. 외모는 울프 컷이 들어간 갈색 쇼트 헤어가 특징. 생일은 10월 10일에 천칭자리, 혈액형은 O형. 말버릇은 "말도 안~돼.(ありえな~い.)". 활발하고 명랑, 보이쉬한 성격으로 정의감도 강하다. 다만 무모한 면도 없지않다. 씩씩한 분위기로 여학생들로부터 러브레터를 받을 정도로 인기가 높지만, 실은 낭만적인 사랑과 멋진 결혼을 꿈꾸는 소녀틱한 의외의 면도 갖고 있다. 운동신경이 뛰어나 스포츠가 특기이며, 라크로스 부의 2학년 에이스를 맡고 있다. 맥스 하트에서는 3학년으로 진급하면서 라크로스 부의 캡틴(등번호 7번)이 된다. 허나, 수영과 겨울 스포츠에는 서투른 모습을 보인다. 또 공부를 싫어하기 때문에 학습능력은 떨어진다. 상당한 대식가로, 가장 좋아하는 음식은 초콜릿과 타코야키, 싫어하는 것은 양파. 후지무라 선배(노유천)를 짝사랑하지만 용기를 내서 고백을 하지는 못하고 있다. 아파트에서 생활하며, 아버지는 회사원, 어머니는 가정주부, 남동생이 있다.
유키시로 호노카(백시연) / 큐어 화이트(일본어: 雪城 ほのか / キュアホワイト)
성우 - 유카나 / 박소라
색깔 -      하얀색(     물색)
검은 생머리가 특징. 키는 나기사보다 약간 크다. 생일은 4월 4일에 양자리, 혈액형은 B형. 두뇌가 명석하여 항상 반에서 일등을 하며 학급반장을 맡고 있다. 얼굴도 예뻐서 남학생들로부터 한달에 한 두통의 러브레터를 받을 정도로 인기가 높다. 순수하고 얌전해보이는 것과는 달리 틀린 일은 반드시 고치고 넘어가야 되는 성격으로, 우연히 보석상에 침입한 강도에게 설교를 하여 회개하게 만들기도 했다. 호기심이 왕성하고 박학다식하여 '상식여왕(薀蓄女王)'이라는 별명을 가졌지만, 한편으로는 과학부에서 뭔가 독창적인 실험을 실시하는 등 괴짜스러운 면도 지니고 있다. 부모님은 해외에서 아트딜러를 하고 있으며, 일본식 저택에서 할머니와 애완견 츄타로(두산)와 함께 살고있다.
쿠죠 히카리(이예빈)/ 샤이니 루미나스(일본어: 九條 ひかり / シャイニールミナス)
성우 - 타나카 리에 / 이용신
색깔 -      노란색(     분홍색)
Max Heart에서 등장하는 신비한 소녀. 금발에 옆으로 땋아 묶은 머리가 특징. 생일은 9월 9일의 처녀자리, 혈액형은 AB형. 성격은 온화하고 예의가 바르며, 다소 수줍음을 타고 얌전한 타입이지만 심지는 굳세다. 인간 세상에 온지 얼마 안 됐지만 성적은 호노카처럼 우수하다. 다만 인간 세상에 대한 지식이 없어 조금 상식을 초월한 4차원스런 면이나 백치스런 면을 보이기도 한다. 나기사(하람)와 호노카(시연)가 중학교 3학년이 되던 해, 벨로네 중학교 1학년 복숭아반 신입생으로 들어왔다. 사실 그 정체는 인간계가 아닌 빛의 정원 출신이자, 3개로 나뉘어 퀸의 생명을 지키기 위해 만들어진 존재. 처음에 자신이 누군지 자기 정체성에 방황하다가 포롱을 만난 후 샤이니 루미너스로 각성하고 프리큐어와 함께 싸운다. 현재 후지타 아카네의 'TAKOCAFE'라는 타코야키 가게에서 일을 도와주며 생활하고 있다.

### 빛의 정원

#### 요정
멧플(메플)(メップル)
성우 - 세키 토모카즈 / 강수진
색깔 -      노란색
선택받은 용사. 두사람은 프리큐어에서는 자아쿠킹의 빛의 정원 공격을 피해 프리즘 스톤을 인간계로 가져왔다. 파트너가 될 나가시(하람)와의 조우는 유명(머리를 박았다/그 후 Max Heart, DX1에서도 머리를 박음) 밋플(미플)을 짝사랑하며 둘만의 시간을 방해하는 포룬(포롱)을 싫어한다. 밋플(미플)이 포룬(포롱)의 어리광을 받아주면 열을 낸다.
밋플(미플)(ミップル)
성우 - 야지마 아키코 / 채의진
색깔 -      분홍색
희망의 공주. 두사람은 프리큐어에서는 호노카(시연)의 창고에 있었다. 프리즘 스톤을 소유. 멧플(메플)을 좋아하는 것 같지만 포룬(포롱)이 어리광을 부릴 때에는 어리광을 받아준다.
포룬(포롱)(ポルン)
성우 - 이케자와 하루나 / 이영란
색깔 -      청록색
루룬(ルルン)
성우 - 타니이 아스카 / 장경희
색깔 -      분홍색

### 도츠쿠존(데빌존)

#### 수령
자아쿠킹(데블킹)†
성우 - 오노 켄이치 / 현경수
도츠쿠존의 수령. 평소에는 어두운 모습의 거인 형태를 가지고 있으며 잔인하고 냉혹한 성격으로 부하들이 프리큐어들을 물리치지 못하면 숙청을 한다. 중간에 두 명의 프리큐어에게 소멸되었으나 자신의 남은 힘을 어둠의 3인조에게 물려주고 잠시 봉인에 들어갔다가 어둠의 3인조가 자신에게 대들며 저항하자 이들마저 숙청하면서 프리큐어들과 맞섰으나 막판에 퀸과의 대결에서 패배하여 다시 봉인에 들어갔다. Max Heart에서는 자신을 부활시키려는 사천왕이 등장하였으나 그 중 리더격인 발데스의 정체가 바로 자아쿠킹 본인이었다.

#### 다크 파이브
피사드†
성우 - 타카하시 히로키 / 김승준
도츠쿠존의 간부이자 자아쿠킹의 부하. 최초로 프리큐어들 앞에 나타난 적 세력으로 무지개 정원에서 멧플과 밋플을 쫓다가 나기사와 호노카를 만나면서 프리큐어로 변신하는 이들과 싸우게 된다.
게키도라고(드라고)†
성우 - 이시이 코지 / 방성준
도츠쿠존의 간부이자 자아쿠킹의 부하. 육중한 거구급 체격을 가졌으며 파사드에 이어 두 번째로 등장하였다. 말 마다 '우가'라는 말버릇을 가졌다.
포이즈니†
성우 - 우란 사키코 / 김희선
도츠쿠존의 간부이자 자아쿠킹의 부하. 홍일점의 여전사로 게키드라고에 이어 세 번째로 등장하였고 나중에 등장할 키리야의 누나이다. 미녀 같아보이지만 거칠고 요염한 성격이며 한 번은 나기사를 속이기 위해 호노카로 위장하며 접근한 적이 있다. 프리큐어들에게 참패하여 전사하면서 동생인 키리야에게 복수와 적의를 드러내게 만든다.
키리야(이리자와 키리야 / 키리야 정)
성우 - 키우치 레이코 / 조현정
도츠쿠존의 간부이자 자아쿠킹의 부하. 유일하게 작은 체구에 어린 나이이며 포이즈니의 남동생이다. 누나인 포이즈니가 프리큐어들에게 전사하면서 그에 대한 복수와 적의를 드러내었으며 인간세계에서는 이리자와 키리야라는 가명으로 벨로네 학교 학생으로 다녔고 한때 유키시로 호노카를 만난 적이 있다. 도츠쿠존 간부 중 유일하게 프리큐어들의 회유로 악행을 버리고 프리큐어들을 조력하는 역할로 전향한다.
이루쿠보(이루크)†
성우 - 후타마타 잇세이 / 안종덕
도츠쿠존의 간부이자 다크파이브의 리더. 마지막으로 프리큐어들 앞에 모습을 드러내었으며 냉정하면서 침착하고 경계를 취하는 성격이다. 이후로는 성격이 난폭해져서 프리큐어들을 해치려다가 돌의 요정을 보호한다는 이유로 자아쿠킹에 의해 살해된다.

#### 어둠의 3인조
주나(카쿠자와 류이치로, 김대리)†
성우 - 마츠모토 야스노리 / 원호섭
자아쿠킹이 봉인되기 전에 남겨놓은 어둠의 씨앗에서 태어난 멤버. 어두운 파란색의 근육질 체구를 가졌다. 인간세계에서는 카쿠자와 류이치로(한국명은 김대리)라는 가명으로 직장생활을 하고 있으며 이 때는 정장 차림을 한 남성의 모습을 하고있고 저택에서도 이 차림을 유지한다.
레기네(레지네, 코야마 쇼코)†
성우 - 후카미 리카 / 채의진
자아쿠킹이 봉인되기 전에 남겨놓은 어둠의 씨앗에서 태어난 멤버. 유일한 여전사이며 어두운 빨간색의 가늘어 보이는 모습을 가졌다.  인간세계에서는 코야마 쇼코라는 가명을 쓰며 반팔 코트에 찢어진 청바지를 입은 여성의 모습을 하고있고 저택에서도 이 차림을 유지한다. 인간일 때는 목소리가 작아서 상대가 들리지 못할 정도이지만 반복해서 물으면 큰 소리를 내며 놀라게 해준다.
벨제이 거트루드(베르제이, 유키 겐부)†
성우 - 니시무라 토모미치 / 강수진
자아쿠킹이 봉인되기 전에 남겨놓은 어둠의 씨앗에서 태어난 멤버. 어둠의 3인조 중 리더로 검은색의 몸집을 가졌다. 인간세계에서는 유키 겐부라는 가명으로 병원 원장을 지내며 의사 가운 차림이고 저택에서는 인간 모습의 주나와 같이 정장 차림을 한 노인의 모습을 유지한다. 병원 원장으로 있을 때 나기사와 호노카와 마주한 적이 있지만 정체를 눈치채지는 못했다.

#### 사천왕
서큐러스†
성우 - 비후 히토시 / 류승곤
Max Heart에서부터 등장하는 도츠쿠존 사천왕의 멤버. 프리큐어들 앞에 처음 등장했으며 원래 사천왕 리더인 발데스의 부재로 실질적인 리더를 맡고있다.
우라가노스†
성우 - 타카기 와타루 / 김두희
Max Heart에서부터 등장하는 도츠쿠존 사천왕의 멤버. 두 번째로 등장하였으며 저돌적이고 공격적인 성향이 짙다.
비브리스†
성우 - 코바야시 아이 / 김희선
Max Heart에서부터 등장하는 도츠쿠존 사천왕의 멤버. 세 번째로 등장하였으며 유일한 여전사이다. 제멋대로인 성격을 가져서 다른 멤버들과 다툼이 있으며 쿠조 히카리에 대한 적의를 드러내고 있다.
발데스†
성우 - 오노 켄이치 / 현경수
Max Heart에서부터 등장하는 도츠쿠존의 사천왕 멤버. 마지막으로 등장하였으며 사천왕의 리더이다. 사실 그 정체는 전편에서 프리큐어들과 퀸에 의해 봉인된 자아쿠킹(데블킹)이었다.

### 주인공의 가족들

#### 미스미 일가
미스미 타카시(일본어: 美墨 岳)
성우 - 코야스 타케히토 / 강수진
나기사(묵하람)의 아버지. 학생시절에는 과학부에 소속되어 있었으며, 현재 연구직으로 일하고 있다. 아버지가 개그를 좋아하다보니 딸(나기사)에게까지 영향을 미친 듯 하다. 나기사와 친구들의 단독 행위를 걱정하고 진심으로 꾸짖는 등 나기사와 료타(묵진솔)를 진심으로 사랑하는 면을 보이기도 했다.(15화) 나기사가 동생(료타)을 괴롭힐 때 아버지가 코브라 트위스트의 올바른 자세를 가르쳐 주기도 했다.
미스미 리에(일본어: 美墨 理恵)
성우 - 쇼 마유미 / 김희선
나기사(묵하람)의 어머니. 똑 부러지는 성격으로 대하기 어려운 면도 있지만, 나기사와 료타(묵진솔)를 진심으로 사랑하는 분이다. 나기사와 료타가 싸울 때 충고하기도 했다.
미스미 료타(묵진솔)(일본어: 美墨 亮太)
성우 - 타카하시 나오즈미 / 안경진
나기사(묵하람)의 남동생. 누나(나기사)에게 매우 건방지게 군다. 매일 남매끼리 싸우지만 사이는 그리 나쁘지는 않다. 누나에게 자신의 숙제를 떠 넘기기 위해 누나의 약점을 잡아내기도 했다. 나기사와 같이 식탐이 큰 편이지만 나기사에겐 미치지 못한다. 나기사와 같이 스포츠를 잘하고 특히 배드민턴을 좋아한다. 누나의 친구인 호노카를 대할 때에는 호의적인 태도를 보인다.

#### 유키시로 일가
유키시로 사나에(일본어: 雪城 さなえ)
성우 - 노자와 마사코 / 안경진
호노카(백시연)의 조모. 해외에서 일하시는 호노카의 부모를 대신해 호노카를 돌봐주고 있다. 나기사와 다퉜을 때에도 큰 조언을 해 주신 분이다. 포이즈니가 어떤 할머니로 변해 밋플(미플)의 프리즘 스톤을 노렸을 때 할머니가 포이즈니라는 사실을 진작부터 알아채 호노카를 도와주었고, 평범한 할머니라고 도저히 느껴지지 않는 초자연적인 능력을 발휘하였다. 상대방의 마음을 알아챈 듯한 발언을 하는 등 의외로 수수께끼가 많으신 분이다. 프리큐어 올스타즈 DX 2에서도 카메오로 등장. 후반에 휴우가 미노리, 분비, 니시 하야토/웨스터, 미나미 슌/사우러, 묘도인 이츠키/큐어 선샤인, 츠키카게 유리/큐어 문라이트와 함께 미라클 라이트로 일본 전국의 프리큐어들을 도와준다.
유키시로 타로(일본어: 雪城 太郎)
성우 - 미야시타 타케루 / 방성준
호노카(백시연)의 아버지. 아내와 함께 해외에서 아트 딜러(Art Dealer)로 일하고 있다. 일에 얽메여 바쁘게 살고 있지만, 일년에 한 번 있는 호노카의 생일 때 많은 선물을 가지고 호노카에게 찾아간다. 호노카와 같이 집안에서 하루 종일 시간을 보낼 정도로 자식에게 다정한 모습을 보인다.
유키시로 아야(일본어: 雪城 文)
성우-  이토 미키 / 채의진
호노카(백시연)의 어머니. 남편과 같이 일로 인해 해외에서 바쁘게 일하고 있지만, 딸을 위해서라면 일도 그만두고 달려 올 정도이다.
츄타로(백두산)(일본어: 忠太郎)
성우 - 오키아유 료타로 / 강수진
호노카(백시연)의 애완견. 골든 레트리바 종으로 수컷이다. 영리하고 다정해 주인을 잃고 길을 잃은 강아지를 데려오고, 주인을 찾는데 공헌하기도 했다. 포룬(포롱)과도 친해진다.

#### 그 외
후지타 아카네
벨로네 학원 여자 중등부 OG. 오사카 출신의 여성이다. 나기사의 라크로스부의 대선배로 의지할 수 있는 저피부. 라크로스부의 합숙에서는 귀신 코치상을 발휘한다. 대기업에서 OL로서 일하고 있었지만 언젠가 자신의 가게를 가지는 결심을 하고 있었던 타코야키 포장마차를 시작한다. Max Heart에서는 포장마차를 〈TAKO CAFE〉에 리뉴얼했다. 일을 하고 있을 때는 큰 스카프를 머리로 하고 있지만 집에 있을 때는 빗나가게 하고 있다. Max Heart에서는〈베로네의 루리코씨〉라고 하는 괴담을 3년때에 넓힌 장본인인 일을 밝혔으며 교감이 학생으로부터 채택한 만화를 몰래 읽는 일을 알고 있었다. 프리큐어 올스타즈 DX에서도 유메하라 노조미 일행이 타코야키를 먹으러 올 때 등장.
양옥의 소년
Max Heart에 등장.

### 벨로네 학원

#### 선생님
타케노우치 요시미 선생
성우 - 나가노 아이
나기사(묵하람)와 호노카(백시연)의 담임 선생으로 담당 과목은 국어이다. 학교 행사나 클럽 활동에 열중하는 학생들을 항상 상냥하게 지켜본다. 미남에게 약해 잠입해 온 비서드에 반해 조종당하기도 했다. 초대작 39화에서 결혼에 골인하는 등 복 많고 행복한 선생님이며 한편으로는 못말리지만 귀여운 철부지 선생님.
교장
성우 -시오야 코조
벨로네 학원 여자 중등부의 교장. 교장이라는 직책에 있으면서 학교 행사나 클럽 활동에 찾아가 학생 한 사람 한 사람을 독려해주시는 분이다. 교감을 행동파라고 한다면 교장은 두뇌파이며, 침착하고 당황하지 않는다.
고메즈키 교감
성우 - 니시무라 토모히로
벨로네 학원 여자 중등부의 교감. 언제나 교장의 곁에 따라다니며 아부떤다. 학생 지도에 냉대해 학생들이 멀리하고 있지만, 누구보다 베로네 학원을 사랑해 교무를 충실히 해내는 사람이기도 하다. 자켄나(데빌라)에 의해 본심을 털어 놓았던 적이 있다. 학생들로부터 압수한 만화책을 읽는 것을 좋아하지만 이 사실이 알려지는 것을 곤란해 한다.
미야시타 선생
성우 - 카네미츠 노부아키
수학 교사. 2학년 담당 선생으로. 수업 중 일차방정식의 x를 이항하면 x-x로 x가 없어져 버리는, 한마디로 잘못된 문제를 나기사(묵하람)에게 내, 호노카(백시연)에게 지적받고 문제를 수정하는 실수를 저지른 적이 있다.

#### 벨로네 중등부(여자)
타카시미즈 리나(서다희)(일본어: 高清水 莉奈)
성우 - 토쿠미츠 유카 / 김희선
나기사(묵하람)의 친구로, 라크로스 부 소속. 단발이라 꽤 남자를 의식하고 있고, 패션에 신경을 쓰고 있다. 나기사, 시호와 매우 친하게 지낸다. 라크로스 부에 활동 할 때에는 머리를 위로 묶는다. 등번호는 23번이다. 나기사와 다닐 땐 시호도 함께 할 때가 많다.
쿠보타 시호(한채령)(일본어: 久保田 志穂)
성우 - 센다이 에리 / 조현정
나기사(묵하람)의 친구로, 라크로스 부 소속. 소문에 대해 이야기하는 것을 좋아한다. 말을 빨리하다보니 노홍철처럼 3회 반복해 말하는 습관이 있다. 라크로스 부에서는 분위기 메이커로 활약하고 있다. 등번호는 55번이다. 장래에 영화 감독이 되는 것을 목표로 한다. 나기사, 리나에 비해 오버 액션이 심하고. 3명 중에서 제일 말이 많다. 경기 중 실수로 라크로스를 그만두고 싶다는 생각에 심각하게 빠졌던 적이 있다.
유리코(슬기)(일본어: ユリコ)
성우 - 카마타 코즈에
호노카(백시연)와 같은 과학부에 소속된 호노카의 친구. 호노카와 신뢰가 두텁다. 'Max Heart'에서는 과학부 차장(부부장)이 되어, 의지할 수 있는 선배, 유능한 부원으로서 후배를 돌보거나 부장인 호노카를 도와주는 등 부에서 점점 활약하고 있다.
코시노 나츠코(영하)(일본어: 越野 夏子)
성우 - 코시미즈 아미
호노카(백시연)와 나기사(묵하람)의 반 친구. 과학 연구 발표회에서 프리큐어를 목격한 후, 아이들을 상대로 공원에서 큐어 블랙의 코스프레를 하게 되었다. 학원제의 연극 '로미오와 줄리엣'에서 의상을 담당했다. 수학 여행에서도 기모노를 지참하는 등 모리 쿄코와 함께 훌륭한 재봉 솜씨를 지녔다.
모리 쿄코
성우 - 나즈카 카오리
호노카(백시연)와 나기사(묵하람)의 반 친구. 나츠코와 함께 프리큐어의 전투를 우연히 목격한 후에 큐어 화이트의 코스프레를 하게 되었다. 학원제 연극에서 나츠코와 함께 의상을 담당했다. 코스프레가 화가 되어 포이즈니에 최면을 당하는 등 무서운 일을 경험한 탓인지 프리큐어 놀이를 그만 둔다고 했지만, 결국은 다시 프리큐어 놀이를 했다.다 하지만, 후에 호노카와 나기사에게 코스프레한 사실이 발각되어 지적을 당해 머지않아 그만 둘 것이라고 생각된다.
카시와다 마유
성우 - 와타나베 아케노
나기사(묵하람)와 호노카(백시연)의 반 친구. 미술부 소속으로 화가인 마리오 픽카리니를 우상으로 삼고 있다. 나기사를 동경해 나기사의 헤어스타일로 바꾸었다..
타니구치 세이코
성우 - 요시다 쇼난미
나기사(묵하람)와 호노카(백시연)의 반 친구. 남자 중등부에 전학을 온 키리야에게 관심을 가지고 있었다. 처음엔 키리야가 세이코가 직접 건네 준 한 러브레터를 받아 주지 않았다. 그 후 그 사실을 안 리나와 시호가 억지로 키리야에 편지를 받게 해, 키리야가 건네준 러브레터를 눈 앞에서 곧장 찢어져 버린다. 합창 콩쿨에서는 피아노를 담당했다.
모리오카 유이
성우 - 조 마사코
나기사(묵하람)와 호노카(백시연)의 반 친구로 나기사의 친구이지만, 그녀와 같이 후지무라 쇼고를 동경하는 사랑의 라이벌이기도 했다. 나기사도 쇼고를 좋아하는 사실을 모르고, 나기사에게 사랑에 관한 상담을 한다. 후에 후지무라에게 차여 고백 실패해버렸지만, 고백하는 용기를 얻었다고 나기사에게 고마워했다.
야베 치아키
성우 - 나카가와 아키코
나기사(묵하람)와 호노카(백시연)의 반 친구. 합창 콩쿨에서 지휘를 맡았다. 고지식한 성격으로 자신에게도 타인에게 엄격한 성격.
메구미
성우 - 니시노 요코
라크로스 부 소속. 2학년.'Max Heart'에서는 3학년.
나카가와 유미코
성우 - 나바타메 히토미
나기사(묵하람)와 호노카(백시연)보다 한 살 많은 선배로 라크로스 부의 주장을 맡는다. 팀 관리를 하고 나기사를 신뢰하고 있다. 성격은 침착하고 오다지마 유카나 후지무라 쇼고와 동급생이기도 하다.
오다지마 유카
성우 - 이이즈카 마유미
나기사(묵하람)와 호노카(백시연)보다 한 살 많은 선배. 성적 우수, 스포츠 만능으로 여학생의 선망의 대상이지만, 마돈나로 생활 하는 것을 힘들어 하고 있다. 나기사를 좋은 라이벌로 의식한다. 유키코와 동급생이기도 하다.

#### 벨로네 중학교 → 고등학교(남자)
후지무라 쇼고 (노유천/미키)

### 극장판

#### Max Heart 극장판 -다이아몬드 라인-
왕자
여왕
Max Heart 극장판에 등장.

#### Max Heart 극장판2 -겨울 하늘의 친구들-
히나타
극장판 -겨울 하늘의 친구들-에 등장. 히카리가 발견한 알에서 태어난 아기 봉황. 쿠조 히카리(이예빈)가 장로와 날다람쥐가 떨어뜨린 봉황의 알을 주웠는데 그 알 속에서 태어난 것. 봉황이 되기 위해서 빛의 정원에 가야 한다. 쿠조 히카리(이예빈)와 유키시로 호노카(백시연)와는 사이가 좋으나, 이름을 지을 때 포치(강아지에게 짓는 이름) 타마(고양이에게 짓는 이름)라고 지은 미스미 나기사(묵하람)와는 사이가 좋지 않다. 후반부에 봉황이 된다.

## 방송
- 일본 : TV 아사히 (2004년 2월 1일 ~ 2005년 1월 30일)
- 대한민국 : SBS (2005년 12월 5일 ~ 2006년 11월 27일), 니켈로디언 (2007년), 챔프TV/애니원 (2006년 3월 ~ 2008년 5월 20일)

## 녹음 제작
SBS
- 타이틀 제작: 이상열
- CG: 강윤정
- 녹음: 원진희
- 종합편집: 노경남, 양창주

우리말 제작
- 주제가: 헐리우드 매너
- 주제가 노래: 김수정
- 번역: 윤경아
- 우리말 연출: 권영숙

## 방영 목록
- 방송일은 아사히 방송 기준.

## 극장판
두 작품 제작해, 모두 「Max Heart」기다.
극장판 두 사람은 프리큐어 Max Heart
2005년 4월 16일 공개.
극장판 두 사람은 프리큐어 Max Heart 2 눈 내리는 하늘의 친구들
2005년 12월 10일 공개.

### 크로스 오버 극장판
극장판 프리큐어 올스타즈 DX 모두 친구☆기적의 전원 대집합!
2009년 3월 20일 공개.
극장판 프리큐어 올스타즈 DX2 희망의 빛☆레인보우 쥬얼을 지켜라!
2010년 3월 20일 공개.
극장판 프리큐어 올스타즈 DX3 미래에 닿아라! 세계를 잇는☆무지갯빛 꽃
2011년 3월 19일 공개.
극장판 프리큐어 올스타즈 뉴 스테이지 미래의 친구
2012년 3월 17일 공개.
극장판 프리큐어 올스타즈 뉴 스테이지 2 마음의 친구
2013년 3월 16일 공개.
극장판 프리큐어 올스타즈 뉴 스테이지 3 영원의 친구
2014년 3월 15일 공개.
극장판 프리큐어 올스타즈 봄의 카니발♪
2015년 3월 14일 공개.
극장판 프리큐어 올스타즈 모두 함께 노래하다♪ 기적의 마법!
2016년 3월 19일 공개.
극장판 허긋토! 프리큐어♡두 사람은 프리큐어 올스타즈 메모리즈
2018년 10월 27일 공개. 프리큐어 15주년 기념작으로, 전작인 두 사람은 프리큐어 외 프리큐어 전 작품을 콜라보한 크로스 오버 작품이다.
극장판 프리큐어 미라클 유니버스
2019년 3월 16일 공개.
극장판 프리큐어 올스타즈 F
2023년 9월 15일 공개. 프리큐어 20주년 기념작이다.

## 남코(현반다이남코게임즈) 게임과의 관계

### 태고의 달인
아케이드 6, 가정용 4대째부터 주제곡들이 수록되어 있다. 아이돌 마스터와는 달리 태고의 달인에 관련된 아이템이 본작에 등장하지는 않지만 프리큐어 일본 팬사이트 일부에는 태고의 달인+프리큐어 복합 이미지가 심심치 않게 발견된다. 태고의 달인에 수록되는 주제곡은 다음과 같으며 차후에는 아이돌 마스터와 함께 29명의 프리큐어들이 태고의 달인에 등장할 예정.
DANZEN! ふたりはプリキュア - 아케이드 6, 4대째에 수록
ゲッチュウ！らぶらぶぅ？！ - 5대째에 수록
DANZEN! ふたりはプリキュア (Ver.Max Heart) - 아케이드 7, 애니메이션 스페셜, 포~터블에 수록
ムリムリ？！ありあり！！INじゃぁな～い？！ - 아케이드 7, 6대째에 수록
まかせて★スプラッシュ☆スター★ - 아케이드 8, 9, 포~터블2, 7대째에 수록
〈笑うが勝ち！〉でGO! - 아케이드 9에 수록
プリキュア5、スマイル go go! - 아케이드 10, 터치로 도코동에 수록
プリキュア5、フル・スロットル GO GO! - 아케이드 11, 12, 12 증량판, 일곱섬의 대모험, Wii에 수록
手と手つないでハートもリンク！ - 아케이드 11에 수록
Let's フレッシュプリキュア！ - 아케이드 12 증량판에 수록
Let's フレッシュプリキュア！ ~HYBRID Ver.~ - 아케이드 13, Wii 2대째에 수록
Alright! ハートキャッチプリキュア！ - 아케이드 14, 도로론! 유령과의 대격전!, Wii 3대째에 수록
ラ♪ラ♪ラ♪スイートプリキュア♪ - 2011 리메이크, Wii 결정판에 수록
Let's go! スマイルプリキュア！ - 꼬마 드래곤과 신비한 오브에 수록

### 아이돌 마스터
태고의 달인 못지 않게 아이돌 마스터와 관련이 깊으며, 비록 태고의 달인과 마찬가지로 아이돌 마스터와 관련된 것들(아이템 등)은 없으나, 현재 아케이드판 아이돌 마스터를 흉내낸 "노래해! 프리큐어 드림 라이브 ~스핏츄카드로 변형!?~"과 "프리큐어 올스타즈 GoGo 드림 라이브!"라는 아케이드 카드게임도 나왔다. 이 아케이드 게임은 세가의 멋쟁이 마녀 러브&베리에 가깝다. 멋쟁이 마녀 러브&베리는 아케이드판 아이돌마스터보다 몇달 빨리 나왔으며 여아를 대상으로 하고 트레이딩 카드로 옷을 갈아입히는 것도 같다. 니코니코 동화에 아이돌 마스터+프리큐어 동영상이 발견되며 pixiv에서도 아이돌 마스터+프리큐어 이미지가 발견된다.

### 소울칼리버
아이돌 마스터의 경우 pixiv에서 아이돌칼리버(アイドルキャリバー)라는 이름의 팬이미지가 있는 반면, 프리큐어 시리즈의 경우 아이돌 마스터와는 달리 직접적인 팬이미지는 없지만 소울칼리버 4에서 캐릭터 창조로 큐어 블랙과 큐어 화이트, 큐어 이그렛, 큐어 드림, 큐어 루즈, 큐어 레모네이드, 밀키 로즈, 프레시 프리큐어 팀과 킨도레스키, 다크 드림, 라비린스 간부들을 재현할 수 있다.(큐어 블랙은 소울칼리버 3에서도 캐릭터 창조로 등장)
소울칼리버 4 큐어 블랙&큐어 화이트
소울칼리버 4 큐어 블랙(초기)
소울칼리버 4 큐어 블랙(버전 2)
소울칼리버 4 큐어 블랙
소울칼리버 4 큐어 화이트
소울칼리버 4 큐어 블랙&큐어 화이트2
소울칼리버 4 큐어 블랙&큐어 화이트(게임 장면)
소울칼리버 4 큐어 블랙&큐어 화이트(큐어 블랙 필살기)
소울칼리버 4 큐어 블랙 vs 나이트메어
소울칼리버 4 큐어 드림(플레이 동영상)
소울칼리버 4 큐어 드림(플레이 동영상2)
소울칼리버 4 큐어 드림 보관됨 2016-03-04 - 웨이백 머신
소울칼리버 3 큐어 블랙(플레이 동영상) 보관됨 2011-02-22 - 웨이백 머신
소울칼리버 4 큐어 레모네이드, 밀키 로즈, 큐어 파인(플레이 동영상)
소울칼리버 4 큐어 이그렛, 큐어 드림, 큐어 루즈(플레이 동영상)
소울칼리버 4 프레시 프리큐어 팀&라비린스 간부들
소울칼리버 4 큐어 피치 vs 웨스터
소울칼리버 4 큐어 베리 vs 사우러
소울칼리버 4 큐어 파인 vs 이스
소울칼리버 4 킨도레스키
소울칼리버 4 다크 드림

## 같이 보기
- 두 사람은 프리큐어 Splash Star
- Yes! 프리큐어5
- Yes! 프리큐어5 GoGo!
- 프레시 프리큐어!
- 하트캐치 프리큐어!
- 스위트 프리큐어♪
- 스마일 프리큐어!
- 심쿵! 프리큐어
- 해피니스 차지 프리큐어!
- Go! 프린세스 프리큐어
- 마법사 프리큐어!
- 키라키라☆프리큐어 아라모드
- 허긋토! 프리큐어
- 스타☆트윙클 프리큐어
- 힐링굿♡ 프리큐어
- 프리큐어 올스타즈 DX
- 노래해! 프리큐어 드림 라이브 ~스핏츄카드로 변형!?~
- 프리큐어 올스타즈 GoGo 드림 라이브!
- 프리큐어 올스타즈 프레시 드림 댄스